# 安達連河

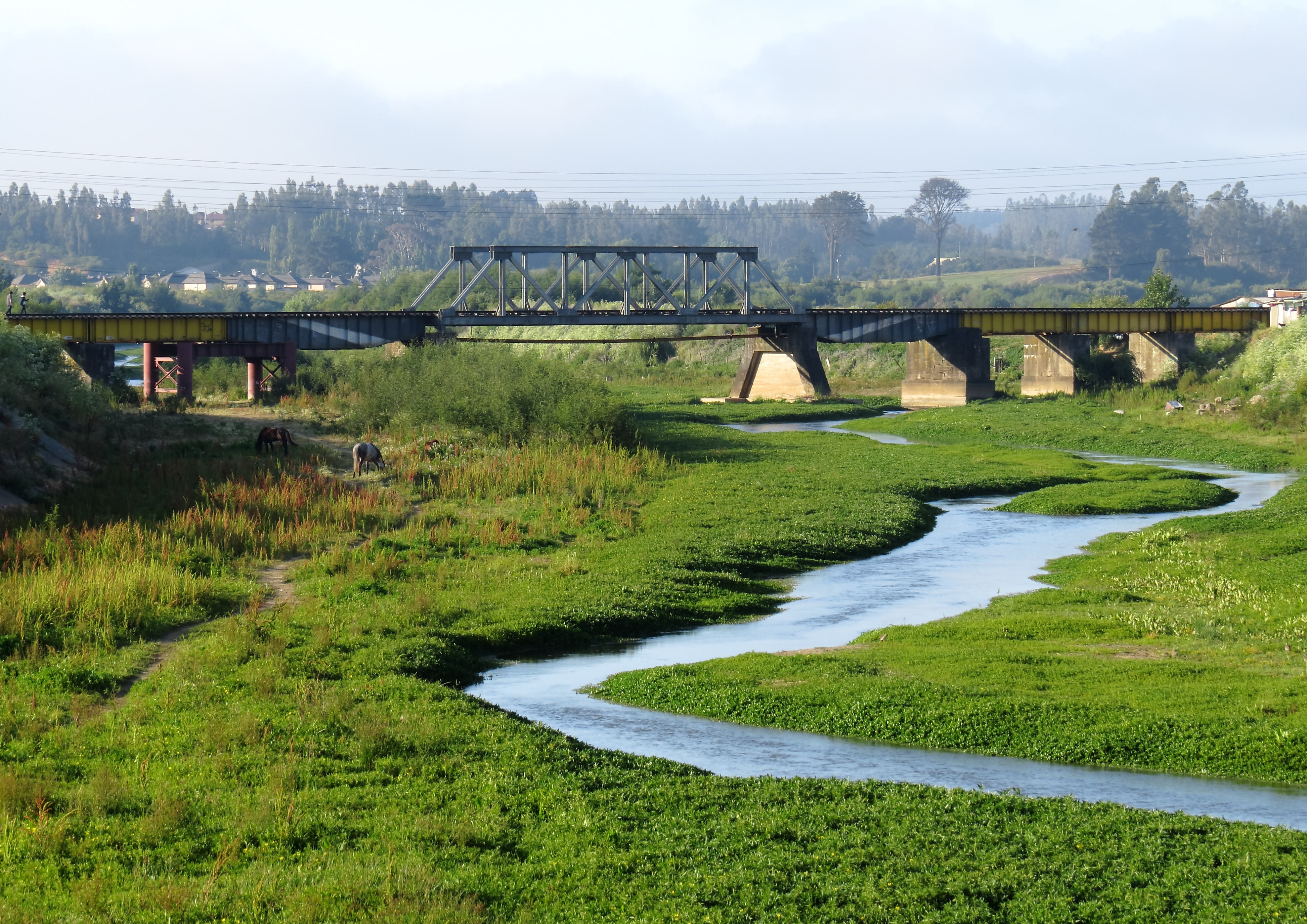
安達連河

安達連河（西班牙語：Río Andalién）是智利的河流，位於該國南部，由比奧比奧大區負責管轄，河道全長130公里，流域面積780平方公里，其中23%面積處於康賽普西翁省，河畔城鎮有彭科。

## 外部連結
- Francisco Solano Asta-Buruaga y Cienfuegos, Diccionario geográfico de la República de Chile, D. Appleton y Compania, Nueva York, 1899（页面存档备份，存于） pg. 31-32